# 善法寺
善法寺（ぜんぽうじ）は、高知県吾川郡仁淀川町にある日蓮宗の寺院。山号は華園山。旧本山は高知市要法寺。達師法縁。

## 歴史
1652年（明暦2年）以前に現在の高知市はりまや町近辺（旧・材木町）に創建された。1698年（元禄11年）10月6日に焼失するが翌年には高知市要法寺11世・本是院日受によって宝永町近辺（旧・新町）に移転・再興。その後1704年（宝永4年）10月4日に洪水によって流失の憂き目に遭うが、要法寺13世・元聚院日純によって梅ノ辻近辺（旧・材木町）に再移転・再興された。
1898年（明治31年）7月30日に仁淀川町（旧・池川村）の大庄屋である赤堀直郎の他、戸梶佐之助・池川善太郎・氏次源吾・氏次熊十郎等が現在地への移転を請願。当時の住職・藤城院日善の尽力により翌年1月17日に許可が下り1900年（明治33年）2月10日に移転が完了した。その際、赤堀直郎から寄進された本堂が、2004年（平成16年）3月5日に国の登録有形文化財（建造物）として登録された。
2008年（平成20年）7月に現住職・法宣院日雅（渡邊泰雅）が40世として入寺。以後、地域の活性化に精力的に尽力し2019年（令和元年）11月には任意団体「池川ブース」を設立。境内を解放してカフェを開いたり地元の児童向けにイベントを開催する等の諸活動を展開している。

## 文化財

### 国の登録有形文化財
- 本堂

## 旧本末
日蓮宗は1941年（昭和16年）に本末を解体したため、現在では旧本山・旧末寺と呼びならわしている。
- 身延山久遠寺（山梨県身延町）
  - 久遠寺 末：神力山要法寺（高知県高知市） 
    - 要法寺 末：大正山養運寺（広島県呉市） - 元 塔頭・養運院
    - 要法寺 末：一要山妙修寺（高知県高知市）
    - 要法寺 末：泰照山宝蔵寺（高知県高知市）
    - 要法寺 末：鷲頭山寿仙院（高知県高知市）
    - 要法寺 末：吉祥山藤栄寺（高知県南国市）
    - 要法寺 末：円徳山浄眼寺（高知県安芸市）
    - 要法寺 末：華園山善法寺（高知県仁淀川町）

## 近隣施設
- 仁淀川水系・土居川…境内前
- 山頭火句碑…境内前
- 喫茶おっくん家…徒歩で約5分

## 脚註
1. ↑  日善は俗名を藤城善喜といい高岡郡佐川町妙像寺の檀徒であった。